# Birthday (canção de Somi)
"Birthday" é a canção de estreia da cantora canadense-coreana Somi. Foi lançada pela The Black Label em 13 de junho de 2019 como primeiro single do seu álbum de estreia XOXO. “Outta My Head” foi lançada juntamente com Birthday sendo parte do álbum mas não como single. Outta My Head também é o single de lado B de Birthday.

## Composição
"Birthday" foi escrita por Teddy, Brother Su, Bekuh Boom e Danny Chung, e foi produzida por Teddy, 24 anos, Bekuh Boom e Somi. É descrita como um moderno, divertido e alegre pedaço de confecção de hip-hop. Liricamente, a cantora passa a música se celebrando de uma maneira refrescante.
"Outta My Head" é a outra música do lançamento, escrita por Somi, que também produziu a música ao lado de 24. É descrita como uma faixa R&B alternativo.

## Antecedentes
Em 21 de novembro de 2018, foi relatado que Somi estava trabalhando em novas músicas com o objetivo de fazer sua estreia solo em março de 2019. Em 23 de fevereiro de 2019, foi relatado que a data de estreia seria maio e que ela estrearia com uma música produzida por Teddy, confirmando também que o processo de gravação foi concluído e que atualmente se prepara para gravar o videoclipe. Não foi confirmado se o lançamento será um single ou um EP.
Pouco depois, The Black Label confirmou que Somi estrearia em maio e que a música produzida por Teddy foi finalizada, mas o formato do lançamento não foi confirmado. Dois dias depois, a agência confirmou que Somi estrearia em 1 de maio.
Em 29 de abril, foi relatado que sua data de estreia estava atrasada devido a problemas internos em sua agência e a data prevista para sua estreia está agora no final de maio. Também foi citado que o atraso foi para considerar a qualidade do álbum. Logo depois, a agência afirmou que "a produção de seu álbum está completa, mas o momento de sua estreia ainda não foi decidido". Também foi adicionado que o videoclipe ainda não foi filmado.

## Lançamento
"Birthday" foi lançada em 13 de junho de 2019, através de vários portais de música, incluindo Melon e Apple Music.

## Videoclipe
O videoclipe foi lançado ao lado da música em 13 de junho.

## Desempenho comercial
"Birthday" estreou no número 51 na Gaon Digital Chart para a semana que terminou em 15 de junho de 2019. Na semana seguinte, subiu para o número 22 na Gaon Digital Chart, colocando no número 8 na Download Chart e no número 79 na Streaming Chart. O single "Birthday" liderou as principais paradas sul-coreanas, incluindo Mnet, Bugs e Soribada.
A música usada como música de fundo para o trailer da próxima série de comédia da Comedy Central Awkwafina Is Nora from Queens, produzida e iniciada por Awkwafina.

## Lista de faixas
| N.º            | Título                     | Letras                                  | Música                   | Arranjo        | Duração |  |
| 1.             | "Outta My Head" (어질어질) | Somi                                    | Somi 24                  | 24             | 3:08    |  |
| 2.             | "Birthday"                 | Teddy Brother Su Bekuh BOOM Danny Chung | Teddy 24 Bekuh Boom Somi | 24 R.Tee       | 3:05    |  |
| Duração total: | Duração total:             | Duração total:                          | Duração total:           | Duração total: | 6:13    |  |

## Desempenho nas tabelas
| Tabela musical (2019)                               | Melhor posição |
| --------------------------------------------------- | -------------- |
| Coreia do Sul (Gaon)                                | 22             |
| Coreia do Sul (K-pop Hot 100)                       | 18             |
| Estados Unidos (Billboard World Digital Song Sales) | 5              |
| Malásia (RIM)                                       | 20             |
| Nova Zelândia (RMNZ Hot Singles)                    | 28             |

## Histórico de lançamento
| Região | Data                | Formato                     | Gravadora       |
| ------ | ------------------- | --------------------------- | --------------- |
| Várias | 13 de junho de 2019 | Download digital, streaming | The Black Label |